# 亀頭形成術
亀頭形成術（きとうけいせいじゅつ、英: Balanoplasty, Glansplasty）とは、陰茎亀頭の形成または整形を目的とした外科的手技である。尿道下裂などの患児に対する尿道形成術と同時に実施される場合がある他、トランス男性の性別適合手術として実施される。